# Lamb (película de 2021)
Lamb es una película islandesa de drama y terror sobrenatural de 2021 dirigida y coproducida por Valdimar Jóhannsson y escrita por Sjón. Protagonizada por Noomi Rapace y Hilmir Snær Guðnason, fue estrenada en el Festival de Cannes, con su productora A24. Björn Hlynur Haraldsson y Ester Bibi también participarán en la cinta.
Lamb compitió con Un Certain Regard, una categoría del Festival de Cannes añadida durante una nueva edición. Jan Naszewski, de la agencia de ventas New Europe Films Sales, confirmó que el lanzamiento de la película sería por medio de la compañía A24. New Europe Film Sales publicó el primer teaser de la cinta. Lamb también es el debut de Johánnsson como director de cine. La película ha recibido nominaciones en las categorías de Un Certain Regard y Golden Camera dentro del festival francés.

## Argumento
Una pareja sin hijos, María e Ingvar, descubre un cordero recién nacido en su remota granja de Islandia. María e Ingvar integran al cordero a sus vidas, el cual les trae mucha felicidad, pero después irá destruyéndolos poco a poco, de una forma que jamás se imaginarían.

## Reparto
- Noomi Rapace como María.
- Hilmir Snær Guðnason como Ingvar.
- Björn Hlynur Haraldsson como Pétur
- Ester Bibi.

## Producción
En febrero de 2019, se anunció que Rapace y Guðnason se habían unido al elenco, con Jóhannsson dirigiendo la producción a partir de un guion escrito con Sigurjón Birgir Sigurðsson, más conocido por su apodo Sjón.

## Lanzamiento
En junio de 2020, se anunció que la película se estaba vendiendo en toda Europa por medio de New Europe Films Sales. La cinta fue acogida por distribuidores en República Checa, Francia, Eslovaquia, Alemania, Polonia, Benelux, Hungría, Austria, Dinamarca, Lituania, Estonia y Letonia, con MUBI adquiriendo los derechos de distribución para Latinoamérica (exceptuando a México), Turquía, India, Reino Unido e Irlanda. En julio de 2021, A24 adquirió los derechos de distribución de la película en Norteamérica.
Se anunció que la película se estrenaría como parte de la selección oficial del Festival de Cannes de 2021 en la categoría Un Certain Regard, el 4 de junio de 2021.

## Premios
La película ha recibido múltiples e importantes premios.
- 2021: Festival de Cannes: Un Certain Regard - Premio a la Originalidad
- 2021: National Board of Review (NBR): Mejores películas extranjeras del año
- 2021: Premios del Cine Europeo: Mejores efectos visuales
- 2021: Festival de Sitges: Mejor película y Mejor actriz (Rapace)
- 2021: Athens International Film Festival Mejor película
- 2022: Austin Film Critics Association Mejor película extranjera
- 2022: Trieste Science+Fiction Festival Mejor Película